# 오타고야촌
오타고야촌(太田古屋村)은 니가타현 기타칸바라군에 설치되었던 촌이다. 1901년 11월 1일의 시정촌 합병에 의해 사라졌으며 현재는 니가타시 기타구의 일부가 되었다.